# Daniel Fabaron
Pas d'image ? Cliquez ici

a Compétitions nationales et continentales officielles uniquement.

Alexandre Sarradet, né le 7 février 1952 à Couret (Haute-Garonne), est un joueur français de rugby à XIII dans les années 1970. Il occupe au cours de sa carrière le poste de talonneur.
Il pratique le rugby à XIII au sein du club du R.C. Saint-Gaudens remportant au cours de sa carrière le Championnat de France en 1974, après avoir remporté le Championnat de France en 1973, avec ses coéquipiers Roger Biffi, Serge Marsolan, Michel Molinier, René Zaccariotto et Victor Serrano.

## Palmarès
- Collectif :
  - Vainqueur du Championnat de France : 1974 (Saint-Gaudens).
  - Vainqueur de la Coupe de France : 1973 (Saint-Gaudens).
  - Finaliste du Championnat de France : 1972 (Saint-Gaudens).